# Московский международный автомобильный салон
Московский международный автомобильный салон, ММАС (англ. MIAS, Moscow International Automobile Salon) — выставка автомобилей и технологий, проходящая раз в два года (только по чётным годам) в конце августа в Москве, Россия. Проходит при поддержке Международной Организации Автопроизводителей и входит в десятку крупнейших автомобильных выставок мира. Организаторами ММАС традиционно выступают НП «Объединение автопроизводителей России» и МВЦ «Крокус Экспо» при поддержке «Ассоциации европейского бизнеса в РФ» (AEB).
С 2006 года место проведения — международный выставочный центр «Крокус Экспо» (площадь павильонов — 548 794 кв. м.).
Традиционно в рамках ММАС свою продукцию представляют крупнейшие мировые производители автомобилей: Audi, BMW, Cadillac, Citroen, Chevrolet, Chrysler, FIAT, Ford, Honda, Hyundai, Infiniti, Isuzu, Jaguar, KIA, Land Rover, Lexus, Mazda, Mercedes-Benz, MINI, Mitsubishi, Nissan, Opel, Peugeot, Porsche, Renault, Skoda, SsangYong, Subaru, Suzuki, Toyota, Volkswagen, LADA, ГАЗ, УАЗ.

## История
Первая автомобильная выставка «Мотор Шоу» (англ. Moscow International Motor Show, MIMS) прошла в 1992 году на Выставке достижений народного хозяйства. Её организатором выступила компания ITE Group Plc.
В июле 1993 года ОАО «АСМ-холдинг», наследник Министерства автомобильного и сельскохозяйственного машиностроения СССР, вместе с «Экспоцентром» провели 1-й Московский международный автосалон, который собрал 200 фирм из 26 различных стран. С тех пор мероприятие стало регулярно проводиться на Краснопресненской набережной Москвы по нечётным годам: в 1995, 1997, 1999, 2001 и 2003. По чётным годам проходило Московское международное мотор шоу.
В 2005 году график проведения Московского международного автосалона изменили на чётные годы, чтобы не создавать трудности иностранным фирмам-участницам, которые представляли свою продукцию на следующим за ММАС автосалоне во Франкфурте.
Современную форму Московский автосалон обрёл в 2006 году, когда он получил сертификат Международной организации автопроизводителей (OICA) и впервые был проведён в новом выставочном центре «Крокус Экспо».
В 2010 году ММАС собрал около 80 компаний и более 600 автомобилей из 12 стран мира, которые представили вниманию более 1 млн посетителей 8 мировых, 7 европейских и 62 российские премьеры, а также 20 концепт-каров. В том же году автосалон был включён OICA в категорию «А», куда входят старейшие и самые представительные автосалоны — в Женеве, Франкфурте, Париже, Детройте и Токио.
В выставке 2012 года приняли участие более 100 компаний, из них 43 — автопроизводители. В рамках мероприятия состоялись 23 мировые премьеры, 21 европейская, 85 российских и 34 концепт-кара. На шоу были представлены 49 автомобильных брендов. Площадь экспозиций превысила 100 000 кв. м.

## Выставки

### 1993
В ЗАО «Экспоцентр» в июле 1993 года с 15 по 22 июля проходил 1-й Российский (Московский) международный автосалон, собравший 200 фирм из 26 стран. Под эгидой «Автосельхозмаш-холдинга» в салоне примут участие более ста фирм, предприятий и организаций СНГ: ГАЗ, АвтоВАЗ, Москвич, ЗИЛ, КамАЗ, УралАЗ, БелавтоМАЗ, БелАЗ, АвтоВАЗ, РАФ и другие. Иностранные производители были представлены фирмами Audi, BMW, Volkswagen, Mercedes-Benz, Volvo, Suzuki. Впервые в Москве были представлены автомобили компании KIA. Выставка была организована в противовес шоу МИМС, во второй раз открывшемуся на ВДНХ.
1-й Российский международный автосалон, благодаря официальному признанию OICA, патронирующей ведущие международные автосалоны, приобрёл одинаковый с парижским и токийским автосалонами статус, а его участники получили право демонстрации несерийной техники и перспективных разработок.
Премьеры:
- Volvo 850T
- Nissan Micra
- Mercedes-Benz C-класс (W202)
- ИЖ-27171
- Магистр-1600
- ЗАЗ 11-03
- УАЗ 2206
- ЗИЛ 5301
- Неоплан-Транслайнер 316 SHD

### 1995
2-й московский автосалон, организованный АО «Автосельхозмаш-холдинг», английской фирмой ITA и АО «Экспоцентр», состоялся в 1995 году в выставочном комплексе на Красной Пресне. По сравнению с 1-м московским автосалоном 2-й собрал вдвое больше участников и представил около 30 новинок. По словам вице-президента АО «АСМ-холдинг» Евгения Левичёва, впервые в автосалоне приняли участие фирмы Тайваня, Бразилии, Эстонии и Китая.
Большой приз (крылатый конь из бронзы) достался АОЗТ «Мерседес-Бенц-Автомобили» (в лице г-на К. Ленига), специальный приз — компании Hyundai в лице менеджера дивизиона по продаже автомобилей C.I.S. TEAM (г-н Пак Кеун Ву).
Премьеры:
- Cardi Body (1995)
- Audi A4 (презентация для РФ)
- Audi A6 quattro
- Audi A8
- Alfa Romeo GTV
- Mercedes-Benz W210 (мировая премьера)
- Mercedes-Benz SL600
- Daewoo Damas
- Hyundai Lantra
- Škoda Felicia Combi
- Нива "Чёрный принц"
- Таврия-1103
- Москвич-2142
- Москвич-233253
- СВАРЗ-6240
- ЛиАЗ-52565-БК
- КамАЗ-5262
- АЗЛК-2142
- Toyota RAV-4
- Volkswagen Sharan

### 1997
Свою продукцию на Московском автосалоне 1997 года представило 450 фирм из 36 стран. 5000 журналистов были приглашены на дни прессы.
Премьеры:
- Mercedes-Benz A-класс
- Volvo S70
- Volvo S90 Royal
- BMW M (родстер)
- BMW L7
- Toyota Corolla (8 поколение)
- ВАЗ 2120
- ГАЗ 3105
- ГАЗ 3110
- Daewoo Nubira (презентация для РФ)
- Daewoo Leganza
- Daewoo Mya (концепт-кар)
- Mercedes-Benz E-класс 4MATIC
- Mitsubishi Galant
- Mitsubishi Carisma
- Mitsubishi Eclipse
- Renault Megane Classic RTE
- Renault Megane Scénic

### 1999
4-й Российский международный автосалон состоялся в 1999 году.
Премьеры:
- Audi TT
- BMW 523i
- BMW 528i
- BMW M5
- BMW M Coupe
- Ford Cougar
- Mitsubishi Lancer Evolution VI
- Nissan Primera
- OWOD (спорткупе, созданное на базе Volvo C70)
- ЗАЗ-965
- ВАЗ-2120 (7-местный минивэн)
- ВАЗ-21106
- ВАЗ-1922 «Марш»
- ВАЗ-1119 «Калина» (пятидверный хетчбэк)
- УАЗ-3165
- Jump!
- Toyota Yaris Verso
- Renault Scenic RX4
- Mercedes-Benz S55 AMG
- Mercedes-Benz G500 Classic
- Mercedes-Benz CL-класс
- Renault Avantime
- Volvo S70 AWD
- Volvo C70 Cabriolet
- Isuzu VehiCross

### 2001
5-й Российский международный автосалон проходил с 23 по 29 августа 2001 года. Организацией мероприятия занимались компании ITE Group Plc (Лондон) и АСМ-Холдинг (Москва). В выставочных павильонах ЗАО «Экспоцентр» разместились стенды более чем 500 компаний из 30 стран мира. Своё участие в работе выставки подтвердили также Национальные делегации из Италии, Финляндии, Венгрии, Польши, Чешской Республики и Тайваня. Кроме того, на выставке было представлено большее, чем ранее, число российских компаний.
Премьеры:
- Nissan Extreme
- Land Rover Freelander V6
- Land Rover Defender
- BMW Dixi
- Volvo S80 (лимузин)
- Renault Laguna
- Mazda 323 (рестайлинг)
- Mazda Tribute
- Magentis (ЗАО «Автотор»)
- Jaguar X-Type
- Mercedes-Benz M-класс
- Nissan X-Trail (Европейский дебют)
- Nissan Almera Tino
- Chrysler Voyager
- Chrysler PT Cruiser
- Jeep Cherokee
- Dodge Viper V10 Super
- Honda Civic 5D
- УАЗ-31622
- УАЗ-23622
- НефАЗ-5299
- МАЗ-544020-320-021
- МАЗ-650108 + МАЗ-8561 (самосвальный автопоезд)
- VOLGA V12 COUPE
- Volkswagen Passat W8 (двигатель)

### 2003
6-й Московский международный автомобильный салон 2003 года проводился в выставочном комплексе ЗАО «Экспоцентр» на Красной Пресне с 13 по 21 сентября. Дни для прессы состоялись с 9 по 10 сентября. Традиционным для московских автосалонов стало участие лидеров мирового автомобилестроения. Среди экспонентов присутствовали такие автогиганты, как BMW, General Motors, Audi, Ford, Volvo, Citroën, Honda, Toyota, Mercedes-Benz, Nissan, Tata Motors, Tatra и другие. В числе наиболее известных автомобильных предприятий России — ВАЗ, ГАЗ, КамАЗ, ЗИЛ, УралАЗ, УАЗ, Ижевский машиностроительный завод и ряд других. Экспозиция разместилась на площади в 35 тысяч квадратных метров, заполнив практически все выставочные площадки комплекса. Автосалон представлял экспозицию более чем 800 компаний из 31 страны мира (570 экспонентов — российские).
Премьеры:
- Audi A8 Long quattro
- Ford Transit Connect
- Ford Focus C-MAX (презентация для РФ)
- Ford Mondeo (рестайлинг)
- Opel Signum
- Ford StreetKa
- Opel Vectra GTS Elegance
- Nissan 350Z
- Renault X90
- BMW 760Li High Security
- BMW Z4 (родстер)
- BMW M3 CSL
- LADA Revolution (гоночный автомобиль)
- Lada Antel-2 (на топливных элементах)
- Cardi Body II 2003
- ВАЗ 2170
- Ока-2 (ВАЗ-1121)
- Урал-55571-44 (самосвал 6х6)
- Урал-Ивеко-6529 (самосвал 6х6.2)
- ГАЗ-31105
- Волга 2004 модельного года
- УАЗ-315195
- УАЗ-3165М (минивэн)
- УАЗ-3163
- УАЗ-23632
- ИЖ-21261 «Фабула»
- Иж-2717 «Ода-версия»
- Chevrolet Niva

### 2006
ММАС 2006 года стартовал 30 августа и продлился до 10 сентября. В составе его участников появились производители таких известных автомобильных марок как Audi, BMW, DaimlerChrysler, Ford, General Motors, Honda, Infiniti, Mazda, Nissan, Peugeot, Renault, Skoda, Toyota, Volkswagen, Volvo и Mitsubishi. Среди российских участников автосалона присутствовали такие компании как АвтоВАЗ, КАМАЗ, РусПромАвто, АМО ЗИЛ, Автотор, ТаГАЗ, Самотлор-НН, СОКИА.
Премьеры:
- Mini JCW GP
- Infiniti M35
- Infiniti G35
- Infiniti FX
- Infiniti Coupe Concept
- Jaguar XKR (презентация для РФ)
- Audi A3 2.0
- Audi RS4
- Audi S8
- Audi TT (второе поколение)
- Audi Q7 S-line
- Volvo S80
- Volvo XC90 Sport
- Volvo XC90 Executive.
- Land Rover Freelander 2 (презентация для РФ)
- Renault Clio III (презентация для РФ)
- Lexus LS460
- Lexus LS460L
- Lexus GS460h (гибридный)
- Lexus RX300
- Toyota Corolla
- Toyota Yaris
- Toyota Camry
- Toyota Prado
- Peugeot 206 (иранской сборки)
- Peugeot 207
- Mazda CX-7
- Mazda MX-5
- Mazda BT-50
- Mercedes-Benz R63 AMG
- Mercedes-Benz E-класс
- Mercedes-Benz S500 4MATIC
- Mercedes-Benz GL
- Mercedes-Benz CL
- Mercedes-Benz G-класс
- Subaru Impreza
- Subaru Forester
- Subaru Outback
- Honda Civic Type R
- Honda FCX (седан на топливных элементах)
- Honda Civic Hybrid IMA (гибридный с системой iVTEC)
- Honda Legend
- Mitsubishi Concept X
- Mitsubishi Galant (девятого поколения)
- Mitsubishi Concept-EZ (электромобиль)
- Mitsubishi L200
- Mitsubishi Pajero Evolution

### 2008

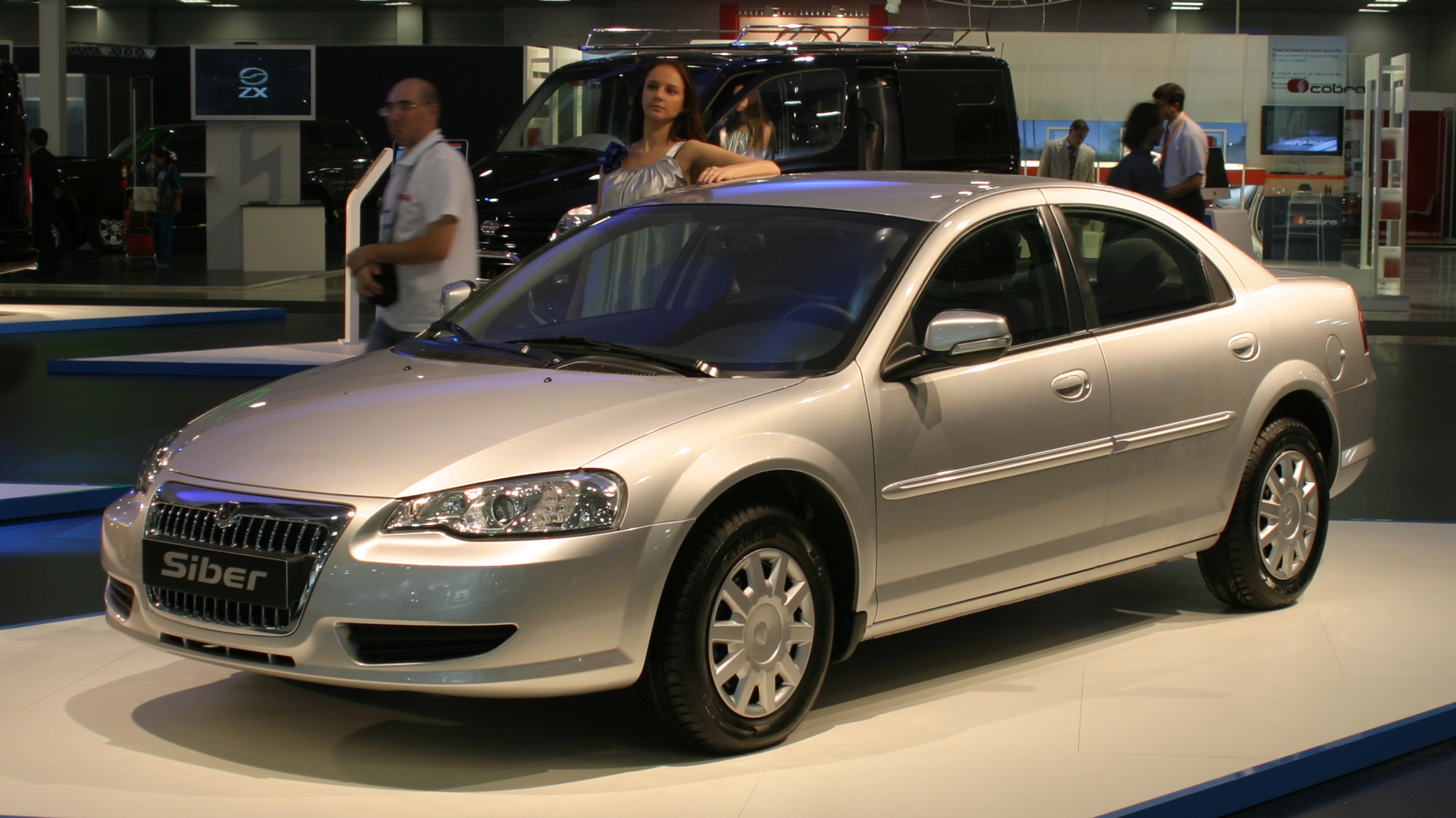
Volga Siber на выставке 2008 года

На ММАС 2008 года, проходившего с 26 августа по 7 сентября, состоялись 87 премьер автомобилей, среди них как российские, европейские, так и мировые.
Премьеры:
- Audi A6
- Audi RS6
- Audi Q5
- Mazda Kazamai
- Mazda CX-9
- Lexus LS 460 AWD
- Nissan GT-R
- Mitsubishi Pajero Sport SUV
- Citroën C4
- Peugeot 308 RC-Z
- Fiat 500
- Alfa Romeo 8C Spider
- BMW X5 Security
- BMW Concept CS
- Volkswagen Passat CC
- Renault Symbol
- Skoda Superb
- Volga Siber
- Lada Kalina 4x4
- Ford Taiwan Escape
- Ford Fiesta mk7
- Ford Explorer America
- Mercedes-Benz GLK
- Mercedes-Benz ML 63 AMG

### 2010
ММАС 2010 проходил с 25 августа по 5 сентября и собрал около 80 компаний и более 600 автомобилей из 12 стран мира которые представили вниманию более 1 млн посетителей 8 мировых, 7 европейских и 62 российские премьеры, а также 20 концепт-каров. Пресс-дни проходили 25 и 26 августа, «бизнес-день» — 26 августа (с 12:00), дни для публики — с 27 августа по 5 сентября.
Премьеры:
- Audi A1 S-line
- Audi A1 «competition kit»
- Aud A7 Sportback
- Audi R8 Spyder
- BMW Concept Gran Coupe
- BMW Vision EfficientDynamics
- Cadillac CTS Coupe
- Cadillac SRX
- Citroën DS3
- Ford Focus (2011)
- Ford Grand C-MAX
- Ford Mondeo (фейслифтинг)
- Honda Accord Crosstour (презентация для РФ)
- Hyundai Sonata (презентация для РФ)
- Jaguar XJ Sentinel
- Lada Project R90
- Lexus RX 270
- Mercedes-Benz CL
- Mitsubishi ASX (презентация для РФ)
- Nissan Patrol (презентация для РФ)
- Nissan Navara
- Opel Flextreme GT/E
- Opel Insignia OPC
- Peugeot 3008
- Peugeot BB1
- Renault Fluence
- Skoda Fabia vRS Hatch
- Skoda Fabia Super 2000
- SsangYong Actyon
- TagAZ Vortex Corda
- TagAZ Vortex Estina
- Toyota Corolla (2011)
- Toyota RAV4 (2011)
- UAZ Patriot Sport
- Volkswagen Amarok (2010)
- Volkswagen Touareg (2011)
- Volkswagen Polo Sedan

### 2012

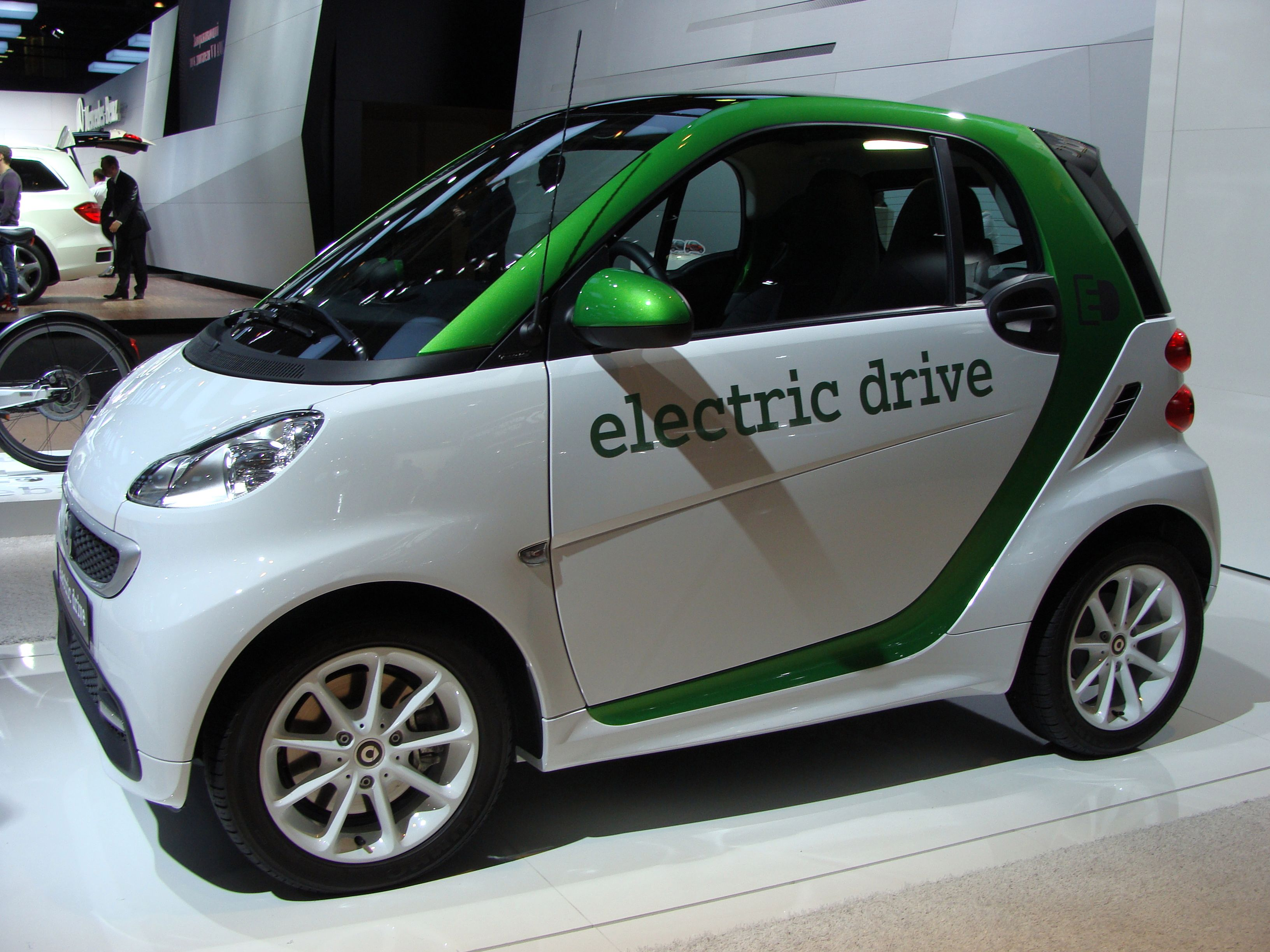
Smart Fortwo Coupé на выставке 2012 года

ММАС 2012 года проходил с 29 августа по 9 сентября. В шоу приняли участие более 100 компаний, из них 43 — автопроизводители. Всего было представлено 24 мировых премьеры.
Премьеры:
- Audi A6 Allroad Quattro
- Audi R8 (фейслифтинг)
- Infiniti JX (презентация для Европы)
- Land Rover Freelander 2
- Volvo V60
- Volvo XC60
- Cadillac Ciel
- Lifan X60 (презентация для РФ)
- Maserati Quattroporte
- BMW i8 Spyder
- Hyundai i30 универсал (презентация для РФ)
- Hyundai i40 универсал(презентация для РФ)
- Hyundai Santa Fe (презентация для Европы)
- Honda Crosstour
- Smart Fortwo Coupé
- Mazda 6 (3-е поколение)
- Porsche Cayenne GTS
- Peugeot HX1
- Ford Kuga (презентация для РФ)
- Ford Focus ST
- Ford Mustang
- Skoda Yeti Sochi Edition
- Volkswagen E-Bugster
- Volkswagen Scirocco GTS
- Toyota Alphard
- Toyota Land Cruiser 200
- Citroen DS5
- Opel Astra (фейслифтинг)
- ГАЗель-Next
- Lada XRAY Concept
- EL Lada
- Rolls-Royce Phantom Coupe Aviator
- ZAZ Vida
- Chevrolet Malibu
- Renault ZOE
- Jaguar XF AWD
- Jaguar XFR Speed Pack
- Jaguar XJ AWD

### 2014
17-й Московский автосалон проходил с 27 августа по 7 сентября 2014 года. Его посетило более 1,1 млн человек (по данным организаторов). На выставке было представлено более 50 брендов и состоялось 14 мировых, 10 европейских, 73 российских премьеры и 21 концепт-кар. Отказались выставлять свои модели российская компания Sollers (УАЗ, SsangYong и Isuzu) и «Группа ГАЗ».
Премьеры::

| - Acura TLX (версия для рынка РФ) - Audi RS 7 Sportback (рестайлинг) - BMW X5 Security Plus - BRABUS Business Lounge - Chevrolet Niva Concept - Datsun mi-DO - Honda Accord V6 (рестайлинговая версия для рынка СНГ) - Lada Vesta Concept - Lada Vesta WTCC Concept - Lada XRAY Concept 2 - Mercedes-Benz S 600 Guard - Mercedes-Benz S 65 AMG Coupé | - Nissan Pathfinder (версия для рынка РФ) - Nissan Pathfinder Hybrid (версия для рынка РФ) - Nissan Sentra (версия для рынка РФ) - Opel Mokka «Moscow Edition» Concept - Peugeot 508 (рестайлинг) - Peugeot 508 GT SW (рестайлинг) - Peugeot 508 RXH (рестайлинг) - Renault Initiale Paris Concept - Renault Sandero (версия для рынка РФ) - Renault Sport R.S. 01 - TopCar Macan Ursa - Toyota Camry (рестайлинговая версия для рынка СНГ) - Toyota Camry V6 (рестайлинговая версия для рынка СНГ) |

### 2016
18-й Московский международный автосалон проводился с 24 августа по 4 сентября 2016 года. Кроме российских и китайских производителей в нём приняли участие Mercedes-Benz (отдельный зал) и Hyundai. Основными экспонатами на выставке стали автомобили Lada. АвтоВАЗ представил самый большой стенд за всю историю бренда: 19 экспонатов, 6 из которых — концепткары.
Осенью 2015 года многие издания выразили мнение, что от участия в мероприятии могут отказаться ведущие бренды почти из всех ценовых сегментов. Компании Bentley Motors и Lamborghini последуют примеру Rolls-Royce, проигнорировавшего ММАС-2014, и не будут представлять свою продукцию на Московском автосалоне. С учётом сложных экономических условий в стране и на фоне оптимизации рекламных бюджетов под вопросом находится участие таких люксовых марок, как Lamborghini, Maserati, Ferrari, а также Toyota, Lexus, Volvo, Honda, Cadillac.
Однако по заявлению директора ММАС Дмитрия Успенского, сделанного в ноябре, готовность выставки оценивалась на 85 %, салон практически сформирован, а отказ от участия выразила лишь компания Toyota. Такие автопроизводители, как Opel и Chevrolet не примут участия в мероприятии в связи с уходом с российского рынка, а представительство Honda практически полностью расформировано и компания перешла на предзаказы. Своё участие в шоу не подтвердили представительства Subaru и Chery. Тем не менее, организаторы автосалона уверены, что к середине — концу августа 2016 года список тех, кто будет представлен на мероприятии, дополнится и расширится.
В феврале 2016, по данным портала Drom, от участия в 18-м  Московском международном автосалоне отказались такие компании, как Toyota, Lexus, Volkswagen, BMW, Audi, Skoda, Honda, Acura и Volvo. Окончательное решение о своём присутствии не приняли Ford, Chery, Ferrari, Isuzu, Maserati, Porsche, SsangYong, Subaru и даже российский ГАЗ. По данным источника, среди участников выставки точно будут «АвтоВАЗ», Nissan, Renault, Citroen, Infiniti, Jaguar, Land Rover, Mazda, Mercedes-Benz, Mitsubishi, Peugeot, Suzuki и УАЗ.

### 2018
Московский международный автосалон в 2018 году проходит с 29 августа по 9 сентября в московском экспоцентре «Крокус-Экспо». В выставке не участвовали Mercedes, Audi, BMW, Toyota, Mitsubishi и Nissan. Директор выставки Петр Тутарашвили, комментируя отказ «немецкой тройки», отметил, что «компании поменяли ориентиры по продвижению продукции».
В рамках ММАС-2018 состоится фестиваль «Мобилистика-2018» (в этом смотре инновационных технологий в сфере транспорта и логистики примут участие компании Jaguar Land Rover, Porsche, BMW, ABB Formula E, Tesla и Volgabus и другие).
Анонсы:
АВТОВАЗ представит два новых кроссовера LADA. Одним из них, вероятно, будет LADA XRAY Cross, а вторым новая версия кроссовера-купе LADA XCODE. Также компания представит LADA Vesta Sport, обновленную LADA Granta в кузове седан, хетчбэк (который в линейке заменит Kalina), лифтбек и универсал, две спортивных версии седана Vesta: LADA Vesta R и LADA Vesta S-Line, подготовкой который занималось отделение LADA Sport.
НАМИ в рамках проекта «Кортеж» представит на выставке седан Senat, лимузин Senat Limousine и минивэн Arsenal.
Инженерно-гоночная команда Московского Политеха Moscow примет участие в ММАС-2018. Она привезет на выставку обновленный спорт-прототип Fenix. Машина стала первым в России автомобилем класса CN.
Volkswagen представит на Московском автосалоне модели Touareg, Teramont, Polo в лимитированной серии Joy, а также новую версию Tiguan. Кроме того, на выставке состоится российская премьера Arteon и I.D.
Haval анонсировал премьеру нового кроссовера F7. Автомобиль будет ориентирован на покупателей в возрасте от 20 до 35 лет. Отличительными особенностями модели станут матричные светодиодные головные фары, шестиугольная радиаторная решетка с «мелкими сотами». Haval F7 встанет на конвейер завода бренда в Тульской области.
Renault анонсировал премьеру нового семейства модификаций Stepway. Помимо уже известного хетчбэка Sandero в линейку войдут седан Logan и грузопассажирский фургон Dokker. Производство заложено на заводе «АвтоВАЗа» в Тольятти. Sandero Stepway и Logan Stepway должны поступить в продажу осенью, Dokker Stepway появится в России в начале 2019 года.
Китайский автопроизводитель JAC представит кроссоверы S3 и S5, пикап T6 и электромобиль iEV7S.
Geely привезет в российскую столицу обновленную линейку «Поколение 3.0». Три кроссовера — новый SX11, обновленный Emgrand X7 и Atlas с турбированным мотором, два седана — рестайлинговый Emgrand 7 и гибридный новый GE, а также хетчбэк GS, который также называют Emgrand Cross.
Компания Lifan в рамках автосалона представит кроссоверы X70 и Myway, семиместный кроссовер X80, потенциальный будущий флагман модельного ряда компании, минивэн M7 и электромобиль 820EV.
Планирует принять участие иранская компания Iran Khodro (IKCO). Будут представлены три седана — Runna, Samand Soren и Dena.
Китайская компания GAC (Guangzhou Automobile Group Motor) анонсирует выход легковых моделей на российский рынок. Производитель покажет кроссоверы GS4 и GS8, электрический «паркетник» GE3, седан GA8, а также минивэн GM8.
Премьеры:
- Aurus Senat — концепт
- AzerMash Khazar LD
- AzerMash Khazar SD
- GAC GE3 — электрический внедорожник
- Geely Atlas — кроссовер, производится на «БелДжи»
- Geely GE — седан, гибридная силовая установка
- Geely SX11 — кроссовер
- Haval F7 — Среднеразмерный кроссовер
- Haval HB-03 Concept — концепт
- Hyundai H1
- Hyundai Ioniq — концепт
- Hyundai Santa Fe — обновлённая версия
- Hyundai Tucson — обновлённая версия
- JAC S3 — компактный кроссовер
- Kia Cerato — 3 поколение
- Kia Optima — обновлённая версия
- Kia Sorento Prime — рестайлинг
- Kia Sportage — обновлённая версия
- Kia Stinger — лифтбек
- Kia Ceed SW — обновлённая версия
- Kia Ceed — обновлённая версия
- Lada 4x4 Vision — концепт
- Lada Granta Cross
- Lada Granta — модификации: седан, хетчбэк, универсал и лифтбэк
- Lada Largus — рестайлинг
- Lada Vesta Sport
- Lada XRAY Cross
- Lifan M7 —семиместный автомобиль
- Renault Arkana — кроссовер С-класса
- Renault Dokker Stepway
- Renault Logan Stepway
- Renault Sandero Stepway
- Volkswagen Arteon — лифтбэк
- Volkswagen Tiguan Allspace — удлиненная модификация
- Volkswagen I.D. — концептуальный электрокар
- Volkswagen Teramont